# Liste der Kulturgüter in Kerzers
Die Liste der Kulturgüter in Kerzers enthält alle Objekte in der Gemeinde Kerzers im Kanton Freiburg, die gemäss der Haager Konvention zum Schutz von Kulturgut bei bewaffneten Konflikten, dem Bundesgesetz vom 20. Juni 2014 über den Schutz der Kulturgüter bei bewaffneten Konflikten sowie der Verordnung vom 29. Oktober 2014 über den Schutz der Kulturgüter bei bewaffneten Konflikten unter Schutz stehen.
Objekte der Kategorien A und B sind vollständig in der Liste enthalten, Objekte der Kategorie C fehlen zurzeit (Stand: 1. Januar 2023).

## Kulturgüter
| Foto |                                                                          | Objekt                                                           | Kat. | Typ | Standort                         | Beschreibung |
| ---- | ------------------------------------------------------------------------ | ---------------------------------------------------------------- | ---- | --- | -------------------------------- | ------------ |
| ja   | Datei hochladen · Wikidata zu Historisches Stellwerk Kerzers (Q29479196) | Stellwerk Kerzers KGS-Nr.: 09481                                 | A    | G   | Bahnhofplatz 1c 581267 / 202692  |              |
| ja   | Datei hochladen · Wikidata zu Reformierte Kirche (Q29695768)             | Reformierte Kirche (ehem. Pfarrkirche St. Martin) KGS-Nr.: 02214 | B    | G   | Kirchgässli 1 581551 / 202822    |              |
| BW   | Datei hochladen · Wikidata zu Pfarrhaus (Q29695751)                      | Pfarrhaus KGS-Nr.: 09981                                         | B    | G   | Herresrain 5 581593 / 202772     |              |
| BW   | Datei hochladen · Wikidata zu Bauernhaus vom Salomon Notz (Q29695719)    | Bauernhaus von Salomon Notz KGS-Nr.: 13230                       | B    | G   | Fräschelsgasse 1 581508 / 202850 |              |
| BW   | Datei hochladen · Wikidata zu Gerbestock (Q29695735)                     | Gerbestock KGS-Nr.: 13233                                        | B    | G   | Gerbegasse 14 581582 / 202650    |              |